# Matutano
Matutano（Matutano Snack Venturesis）是一个西班牙和葡萄牙联合经营的零食品牌，标志是一个儿童笑脸。旗下最著名的产品是cheetos，一种由玉米加工而成的膨化食品，标志是一只猎豹，以附送小礼物为特点。